# Liste der Monuments historiques in L’Houmeau
Die Liste der Monuments historiques in L’Houmeau führt die Monuments historiques in der französischen Gemeinde L’Houmeau auf.

## Liste der Objekte
| Bezeichnung                         | Beschreibung            | Standort                      | Kennzeichnung | Schutzstatus | Datum | Bild |
| ----------------------------------- | ----------------------- | ----------------------------- | ------------- | ------------ | ----- | ---- |
| Zwei Kerzenständer auf dem Altar    | Bronze, 17. Jahrhundert | in der Kirche Ste-Anne (Lage) | PM17001526    | Inscrit      | 1988  |      |
| Skulptur der heiligen Ste-Quitterie | Holz, 18. Jahrhundert   | in der Kirche Ste-Anne (Lage) | PM17000989    | Inscrit      | 1978  |      |